# The Serpent's Lair (Zvezdna vrata SG-1)
The Serpent's Lair je naslov epizode znanstveno-fantastične serije Zvezdna vrata, v kateri se jata Goa'uldovih vojnih ladij usmeri proti Zemlji in grozi, da jo bo uničila. Najpomembnejše člane ameriške družbe prepeljejo na varno, medtem pa O'Neill z ekipo SG-1 uporabi zvezdna vrata za vkrcanje na ladjo, ki ji poveljuje Apophisov sin Klorel. Čaka jih samomorilska naloga. Da bi zatrli napad sovražnikov, morajo namestiti eksploziv.